# مظفر أباد (مياندوآب)
مظفر أباد هي قرية في مقاطعة مياندوآب، إيران. عدد سكان هذه القرية هو 1,707 في سنة 2006.